# 小行星21560
小行星21560（21560 Analyons）是一颗绕太阳运转的小行星，为主小行星带小行星。该小行星于1998年8月28日发现。

## 轨道参数
小行星21560的轨道半长轴为2.9768637 UA，离心率为0.066。